# Dexter: Resurrection
Dexter: Resurrection är en amerikansk TV-serie som hade premiär på Paramount+ den 11 juli 2025. Serien är skapad av Clyde Phillips och regisserad av Marcos Siega. Huvudrollen som Dexter Morgan spelas av Michael C. Hall.

## Handling
Serien är en fortsättning på TV-serierna Dexter och Dexter: New Blood från åren 2006 och 2021.

## Rollista (i urval)
- Michael C. Hall – Dexter Morgan
- James Remar – Harry Morgan
- David Zayas – Angel Batista
- Jack Alcott – Harrison Morgan